# Bohain-en-Vermandois
Bohain-en-Vermandois (Nederlands: Bohen) is een gemeente in het Franse departement Aisne (regio Hauts-de-France). De gemeente telde 5.724 inwoners op 1 januari 2022. De plaats maakt deel uit van het arrondissement Saint-Quentin. In de gemeente ligt spoorwegstation Bohain.

## Geschiedenis
In de middeleeuwen was Bohain een heerlijkheid. De stad had een kasteel en bolwerken. In 1723 werd een groot deel van Bohain vernield door een stadsbrand waarbij twaalf doden vielen en in 1793 werd de stad ingenomen en geplunderd door Oostenrijkse troepen.
In de 19e eeuw maakte de artisanale textielnijverheid plaats voor de textielindustrie. Ook werd het landbouwareaal vergroot door het kappen van grote delen van het bos van Arrouaise. In 1856 werd de stad aangesloten op het spoorwegnet en de plaats breidde zich uit naar het westen tot aan het station (langs de huidige rue Jean Jaurès).
In 1914 werd de stad ingenomen door de Duitsers. Bohain werd regelmatig gebombardeerd. In 1918 verlieten de Duitsers de stad na haar eerst te hebben leeggeroofd en deels vernield. In 1921 ontving de stad het Croix de Guerre 1914-1918. Het gemeentehuis en het station werden tijdens het interbellum heropgebouwd.

## Geografie
De oppervlakte van Bohain-en-Vermandois bedroeg op 1 januari 2022 31,74 vierkante kilometer; de bevolkingsdichtheid was toen 180,3 inwoners per km².
De onderstaande kaart toont de ligging van Bohain-en-Vermandois met de belangrijkste infrastructuur en aangrenzende gemeenten.

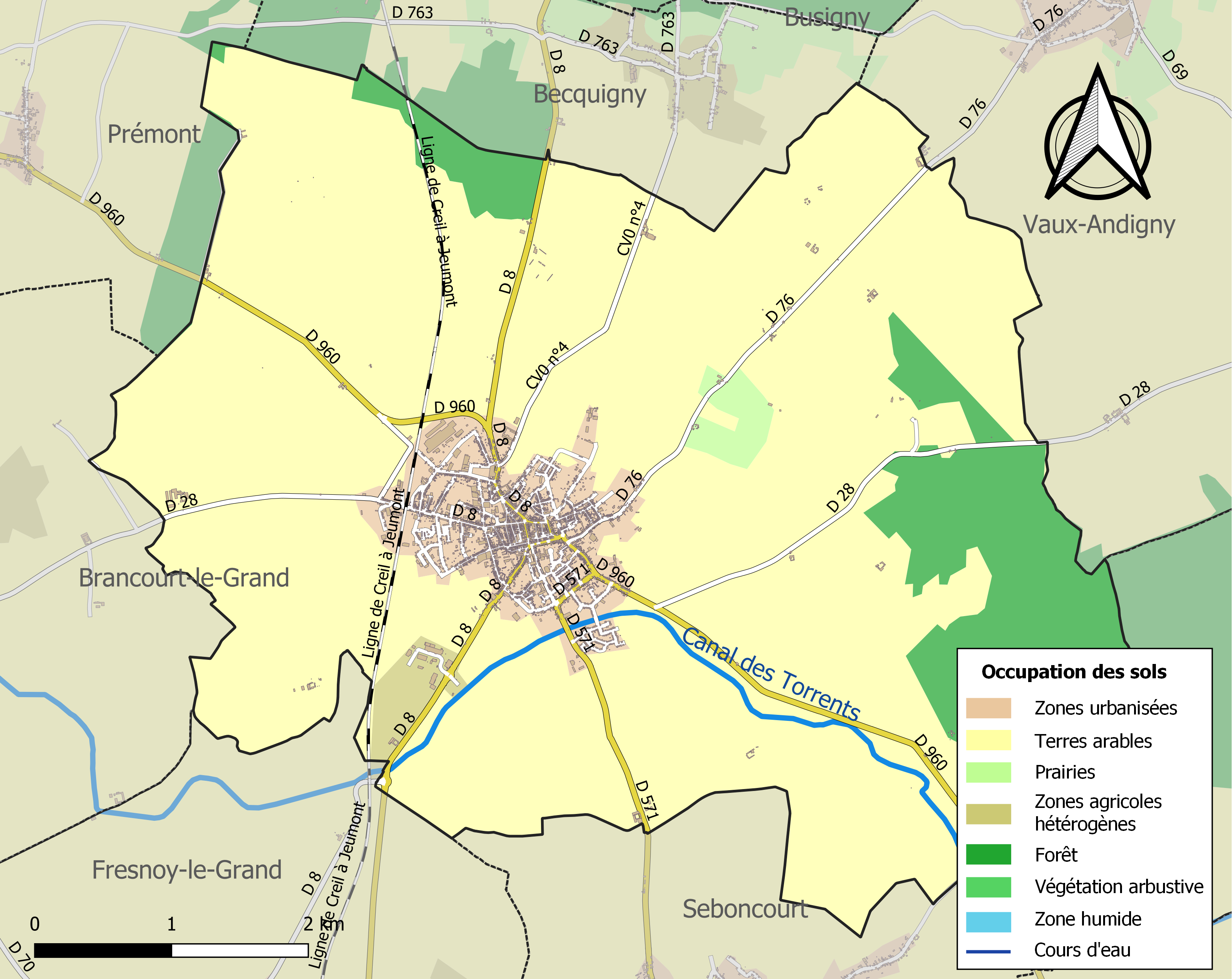

## Demografie
Onderstaande figuur toont het verloop van het inwonertal (bron: INSEE-tellingen).
Vanwege een beveiligingsprobleem met de MediaWiki Graph-software is het momenteel niet mogelijk deze grafiek weer te geven. Zodra de software is bijgewerkt zal de grafiek vanzelf weer zichtbaar worden.

## Geboren
- Émile Flamant (1896-1975), kunstschilder en dichter